# Krijajoga

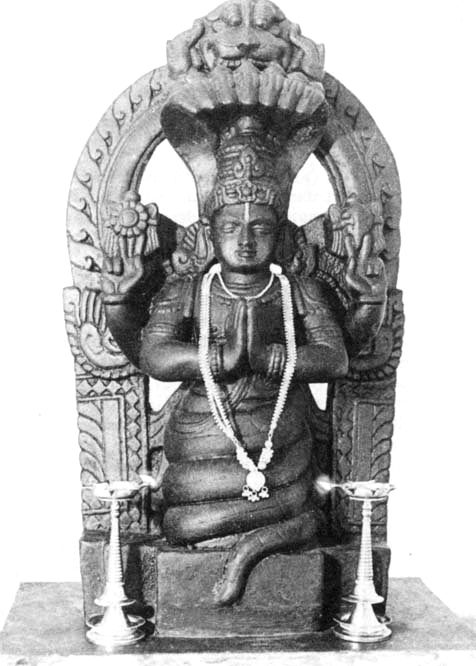
Patańdźali jako inkarnacja wężowego bóstwa Śesza

Krijajoga – jedna z odmian jogi, powiązana silniej z praktykami typu krija. Jest wzmiankowana w literaturze religijnej i jogicznej różnych okresów i nurtów. W ujęciu klasycznym ryszi Patańdźali objaśnił krijajogę w sutrze II.1 Jogasutr, jako składającą się z trzech praktyk :
1. tapas
2. swadhjaja
3. iśwarapranidhana[1].

Jej celem określił, w sutrze II.2, wywołanie stanu samadhi i osłabienie kleśa (uciążliwości).
Postklasyczne odmiany krijajogi zawierają elementy analogiczne jak  kundalinijoga
i nauczają metod rozbudzenia energii kundalini.

## Recepcja w dziełach
- Jogasutry (Krijajoga, księga druga)[5]
- Bhaktisutry
- Krijajogasara (upapurana wisznuicka)[6]
- Markandejapurana (zalecenia rytualne Dattatreji dla jogina Alarki)[7]
- Triśikhibrahmanopaniszad (przykład krijajogi jako równoważnej karmajodze)[4]
- Bhagawatapurana[4]

## Recepcja w tradycjach jogi

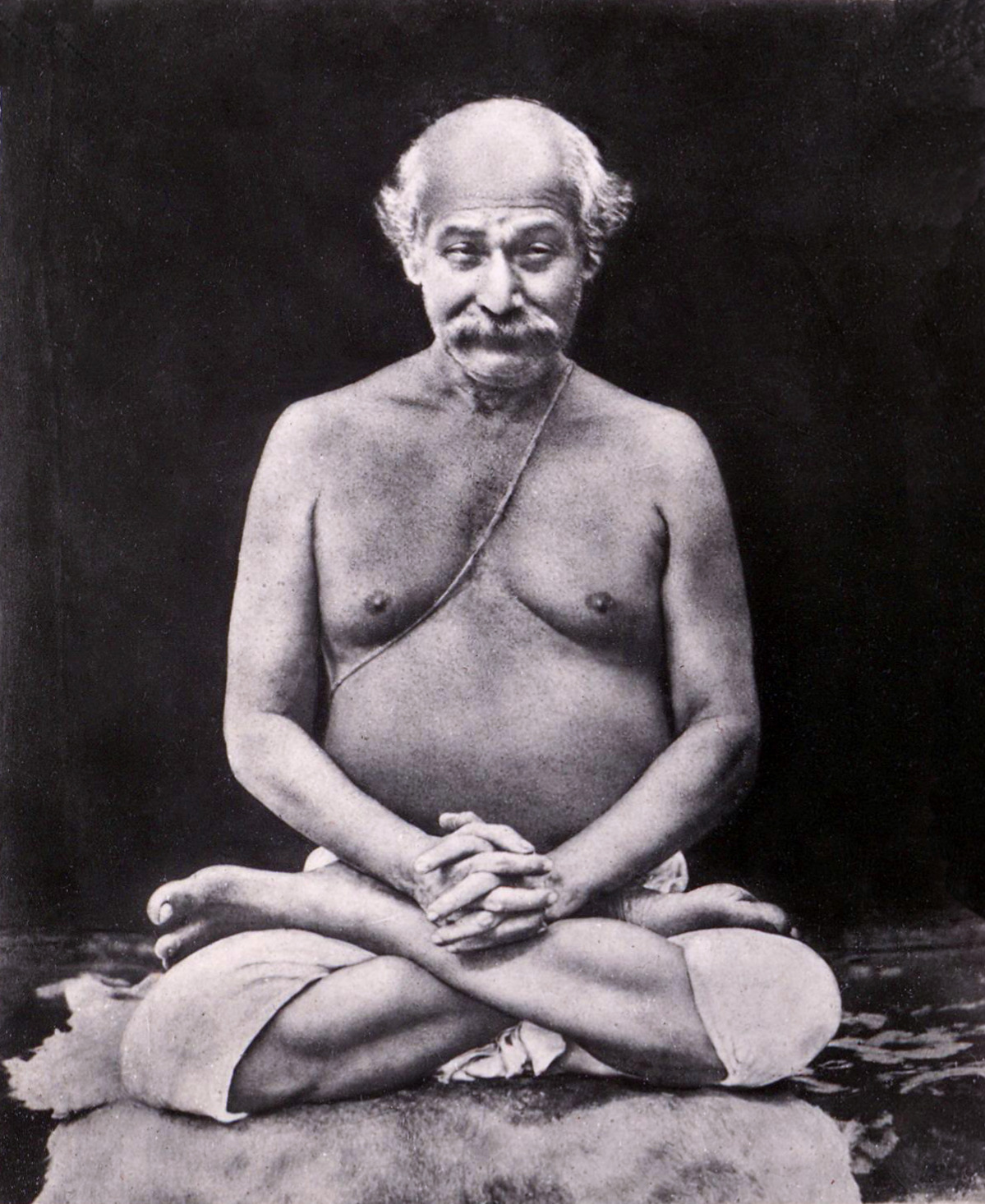
Lahiri Mahaśaja

### Tradycja Joganandy
Najbardziej znana w Polsce tradycja krijajogi, to  krijajoga spopularyzowana na Zachodzie przez Paramahansę Joganandę (autora książki Autobiografia Jogina, założyciela towarzystwa Self-Realization Fellowship). Do tej linii należeli między innymi:
- Jogawatar Lahiri Mahaśaja,
- Swami Satjananda Giri
- Śrimat Bhupendranath Sanjal
- swami Śri Jukteśwar Giri
- swami Paramahansa Hariharananda.

Obecnie przewodzi jej w świecie swami Paramahansa Pradźnanananda.

### Tradycja południowoindyjska
Krijajoga południowoindyjska, inspirowana również przesłaniem legendarnego guru Mahawatara Babadźiego, posiada odmienną linię mistrzów i nauki od linii do której przynależał Paramahansa Joganada. Tradycja ta wyróżnia
następujące jogi wewnątrz tej krijajogi :
1. Kriya Hatha Yoga
2. Kriya Dhyana Yoga
3. Kriya Mantra Yoga
4. Kriya Bhakti Yoga
5. Antar Kriya Yoga
6. Kriya Kundalini Yoga.

### Tradycja Swamiego Sivanandy
- Autorzy akcentujący znaczenie hathajogi, używają nazwy krijajoga na określanie jogi nauczającej jogakrija, czyli sześciu krij oczyszczających ciało (szatkrija), zwanych też szatkarma[9]: netikrija, dhautikrija, naulikrija, bastikrija, kapalabhatikrija i tratakakrija (krije te znane są z opisów w drugim rozdziale dzieła Hathajogapradipika pod nazwami: netikarma, dhautikarma, naulikarma, bastikakrama, kapalabhatikarma i tratakakarma).  Taką wykładnię reprezentuje np. Swami Sivananda z Rishikesh ("Kriya Yoga Sadhana"[10]).
- Divine Life Society wydało również książkę, której autor Swami Nityamuktananda, opisuje krijajogę tradycji odmiennej od przekazu linii Joganandy, zmierzającej do przebudzenia kundalini[11].
- Bihar School of Yoga założona przez Satyanandę Saraswati (ucznia Sivanandy), również i współcześnie naucza krijajogi odmiennej od przekazu Paramahansy Joganandy[12]. Tradycja zawiera ponad 70 krij, z których  20 jest przekazywanych w nauczaniu tej szkoły. Tę tradycję krijajogi prezentuje praca A Systematic Course in the Ancient Tantric Techniques of Yoga and Kriya [13].